# Making Sandwiches
(Tagline del film)
Making Sandwiches è un cortometraggio del 1998 di 30 minuti, prodotto, scritto e  diretto da Sandra Bullock con Sandra Bullock, Matthew McConaughey e Eric Roberts.